# Bryning-with-Warton
Bryning-with-Warton est une paroisse civile du Lancashire, en Angleterre.